# 卞相壹
卞相壹（韓語：변상일，1997年1月14日—），韩国围棋九段棋手，生于韩国庆尚南道晋州市，师从白洪淅九段与温昭珍七段。2012年入段，2018年升为九段。2013、2014年两度获得韩国新人王战冠军，2015年LG杯20周年纪念赛夺冠并获得本赛资格，但首轮负于柯洁。2017年作为外援代表浙江昆仑围棋俱乐部队参加中国围棋乙级联赛，获得4胜4负并升甲。
2018年7月成为韩国围棋等级分第四名并保持至今。2023年7月，於第14屆春蘭杯決賽直落2：0擊敗中國棋手李軒豪，獲得生涯首個世界冠軍。

## 爭議
2020年三星火災盃，卞局面大幅落後，氣到打自己五次巴掌。
卞相壹与柯洁进入了第29届LG杯世界棋王赛的决赛，于2025年1月20日、22日、23日对弈三番棋，争夺冠军。1月20日，柯洁执黑胜2.5目，赢下第一盘对局。
22日，在第二盘对局中，在比赛进行至44手时，裁判暂停比赛，指出约二十分钟前，柯洁在第18手提子后未将棋子放置于棋盒盖上，这违反了在本届杯赛开始后韩国棋院公布的提子后应将棋子放置于棋盒盖上的新规则，并以此判罚柯洁两目。中方代表团对规则未明确规定放置棋子的具体时间提出异议，但最终接受了判罚。随后，在比赛进行到第82手时，柯洁离席倒水，卞相壹旋即举手向裁判投诉柯洁刚才又一次违反了此规则。裁判立刻介入，认定举报有效，凭两次违反此条的规则判负柯洁。中国代表团对此进行了长时间的申诉，但赛事方没有改判。这也是围棋世界大赛决赛中首次出现因非正常对局内因素导致棋局终止的情况。
23日，在第三盤對局中，柯潔再次未將棋子放入棋盒蓋，裁判仍延遲採取措施，在幾手後停止計時，暫停比賽。但與第二盤棋不同，那盤棋局尚早，且是在柯潔落子後兩分鐘內比賽就被暫停。而這盤棋局已經發展到中盤後期，且有著雙方的大範圍攻殺。而且，此時距柯潔上一手棋落子已過了約13分鐘，卞相壹陷入長考。同時，截至暫停，卞相壹的用時剩43分15秒，而柯潔的用時剩92分7秒，前者有著較大的時間劣勢。暫停後，裁判和中國代表團領隊俞斌走到棋盤旁，卞相壹第一時間仍看著棋盤，而柯潔則立刻看向他們，神情詫異。柯潔表示現在是卞相壹的思考時間，起碼是自己落子的時候才能暫停比賽，並攤手抱怨：“不是，這怎麼能這麼賴呢？”幾句話後，起身手指裁判問到：“不是，你怎麼能這麼幹呢？因為這是該他落子的時候，不是我落子的時候啊。怎麼能在他落子的時候呢，又讓他多思考時間嗎？”此時翻譯前來，交涉幾分鐘後，雙方在主辦方指示下離開。而柯潔獨自站在棋盤前停留了一會兒，質問：“你這個結果叫人怎麼服氣啊？第一盤我就忍了。該對手落子，他落完子再說這個事兒啊！”隨後離開。最終經韓國棋院裁定，柯潔罰兩目，對局繼續。而柯潔和中國棋院以裁判暫停不當為由要求重賽，遭拒絕後退賽。柯潔回到棋盤前拿走個人物品，離開了比賽場地。之後，裁判在鏡頭前宣佈柯潔放棄最後一盤比賽，卞相壹獲得勝利。最終卞相壹獲得本屆LG盃冠軍，而他的兩盤勝局均通過對手柯潔違規被判負取得。這使他成为历史上首位憑裁判判罰获胜的圍棋世界冠軍。
中国围棋协会赛后发表声明指，裁判中断对局的时机不当，导致选手受到过度干扰而无法完成比赛，因此不接受第三局比赛结果。
中国围棋协会名誉主席聂卫平对柯洁表示非常同情，认为韩方不尊重棋手的劳动付出，事件是“围棋界的悲剧”。梦百合杯独家赞助商的董事长倪张根在bilibili个人账号上发布视频，认为这届赛事“最终这个裁判变成了主角”，“这是围棋的悲哀，也是一个很大的笑话”，并表示可能禁止卞相壹参加之后的第六届梦百合杯世界围棋公开赛。
卞相壹在接受记者采访时表示自己在裁判宣布柯洁提子犯规之前并不知道这个规则，且认为这个规则没有必要存在。

## 升段过程
- 2012.01.15 - 初段，第141回入段大会
- 2012.06.29 - 二段，第40届韩国围棋名人战预选赛
- 2014.02.04 - 三段，第33届KBS杯预选赛
- 2015.07.14 - 四段，第17届农心杯韩国预选赛
- 2016.05.27 - 五段，第1届新奥杯预选赛
- 2017.04.08 - 六段
- 2018.03.21 - 七段
- 2018.05.24 - 九段，第5届JTBC杯快棋赛冠军[12]

## 國際比賽成績
| 赛事       | 2012             | 2013             | 2014             | 2015             | 2016             | 2017             | 2018 | 2019 | 2020 | 2021 | 2022 | 2023 | 2024 |
| ---------- | ---------------- | ---------------- | ---------------- | ---------------- | ---------------- | ---------------- | ---- | ---- | ---- | ---- | ---- | ---- | ---- |
| 應氏杯     | ×                | —                | —                | —                | ×                | —                | —    | —    | 30強 | —    | —    | —    | ×    |
| 三星杯     | ×                | ×                | ×                | 8強              | 16強             | 32強             | ×    | 32強 | 16強 | 32強 | 4強  | 32強 | 32強 |
| LG杯       | ×                | ×                | 16強             | 32強             | ×                | 32強             | 32強 | 16強 | 4強  | 8強  | 16強 | 亞軍 | 冠軍 |
| 春蘭杯     | ×                | —                | ×                | —                | ×                | —                | ×    | —    | 8強  | —    | 冠軍 | —    | 4強  |
| 百靈杯     | 64強             | —                | ×                | —                | 32強             | —                | 8強  | 停辦 | 停辦 | 停辦 | 停辦 | 停辦 | 停辦 |
| 夢百合杯   | —                | ×                | —                | 32強             | —                | ×                | —    | 16強 | —    | —    | —    | 32強 | —    |
| 新奧杯     | —                | —                | —                | —                | 32強             | 停辦             | 停辦 | 停辦 | 停辦 | 停辦 | 停辦 | 停辦 | 停辦 |
| 爛柯杯     | —                | —                | —                | —                | —                | —                | —    | —    | —    | —    | —    | 16強 | 8強  |
| 國手山脈杯 | 此前為團體對抗賽 | 此前為團體對抗賽 | 此前為團體對抗賽 | 此前為團體對抗賽 | 此前為團體對抗賽 | 此前為團體對抗賽 | ×    | 4強  | 疫情 | 冠軍 | 亞軍 | 4強  | 4強  |
| 農心杯     | ×                | ×                | 0:1              | ×                | ×                | ×                | ×    | ×    | ×    | 0:1  | 0:1  | 0:1  |      |

- 注1：賽事年分以本賽開賽年分計算；×表示未打進或未參加本賽，—表示該年度未新開賽
- 注2：斜體字表示進入本賽後未贏一場，淺綠背景意味著賽事仍在進行中
- 注3：農心杯粗體字表示該屆冠軍為韓國隊